# Тюлькин, Яков Николаевич
Яков Николаевич Тюлькин (1896—1958) — сержант Рабоче-крестьянской Красной Армии, участник Великой Отечественной войны, Герой Советского Союза (1944).

## Биография
Родился 22 октября 1896 года в деревне Русская Купта (ныне — Мари-Турекский район Марий Эл). Окончил начальную школу. Участвовал в боях Гражданской войны. Демобилизовавшись, проживал и работал в Джамбуле. В 1943 году повторно был призван в армию. С сентября того же года — на фронтах Великой Отечественной войны, командовал пулемётным расчётом 269-го стрелкового полка 136-й стрелковой дивизии 38-й армии Воронежского фронта. Отличился во время битвы за Днепр.
В ночь с 1 октября на 2 октября 1943 года расчёт под командованием Якова Тюлькина переправился через Днепр в районе острова Казачий и принял активное участие в боях за захват и удержание плацдарма на его западном берегу, отразив три немецкие контратаки. 13-14 октября 1943 года во время боёв за село Лютеж Вышгородского района Киевской области Украинской ССР он, находясь впереди основных сил, сорвал немецкую контратаку, нанеся противнику большие потери.
Указом Президиума Верховного Совета СССР «О присвоении звания Героя Советского Союза генералам, офицерскому, сержантскому и рядовому составу Красной Армии» от 10 января 1944 года за «образцовое выполнение боевых заданий командования на фронте борьбы с немецко-фашистскими захватчиками и проявленные при этом отвагу и геройство» был удостоен высокого звания Героя Советского Союза с вручением ордена Ленина и медали «Золотая Звезда».
После окончания войны был демобилизован. Проживал в Ставрополе. Скончался 12 августа 1958 года.
Был также награждён рядом медалей.